# Pterolophia fuscoplagiata
Pterolophia fuscoplagiata là một loài bọ cánh cứng trong họ Cerambycidae.